# Rhys Morgan
Rhys Morgan (ur. 9 czerwca 1954 w Southerndown, zm. 13 sierpnia 2021 w Newport) – walijski rugbysta grający na pozycji filara młyna, reprezentant kraju.
W trakcie kariery sportowej reprezentował klub Newport, dla którego – także jako kapitan – podczas siedemnastu sezonów rozegrał 539 spotkań, w kilku pierwszych pełnił również rolę kopacza zespołu. Grał w trzech finałach WRU Challenge Cup, triumfując w edycji 1979. Został przyjęty do hali sław tego klubu w inauguracyjnej ceremonii w roku 2012.
Dla walijskiej reprezentacji rozegrał jeden testmecz – przeciwko Szkocji w Pucharze Pięciu Narodów 1984 – bowiem podstawowymi zawodnikami w tym okresie byli Graham Price, Staff Jones czy Ian Eidman. Trzykrotnie zagrał też dla Barbarians.